# Ievgueni Mravinski
Ievgueni Aleksàndrovitx Mravinski (en rus: Евгений Александрович Мравинский) (Sant Petersburg, 4 de juny de 1903 - Sant Petersburg, 19 de gener de 1988) va ser un director d'orquestra soviètic, considerat un dels millors intèrprets del repertori rus, especialment de les obres de Txaikovski i dels autors contemporanis soviètics (Dmitri Xostakóvitx, Serguei Prokófiev), moltes de les obres de les quals va estrenar. Del repertori tradicional destaquen les seves versions de la música de Beethoven, Wagner o Sibelius. Així mateix, va ser un excel·lent intèrpret de la música del segle XX i va defensar la música de Stravinski, Bartók, Hindemith i Honegger.